# Église de l'Assomption de Noidans-lès-Vesoul
Pour les articles homonymes, voir Église de l'Assomption et Assomption.
L'église de l'Assomption de Noidans-lès-Vesoul est une église catholique française située place des Frères-Bertin à Noidans-lès-Vesoul, à côté de Vesoul, dans la Haute-Saône.

## Histoire
Elle fut construite en 1776 et inscrite monument historique le 1er juin 2011.

## Transport
Un arrêt de la ligne  5  des transports en commun Moova se trouve à proximité de l'église.

## Mobilier

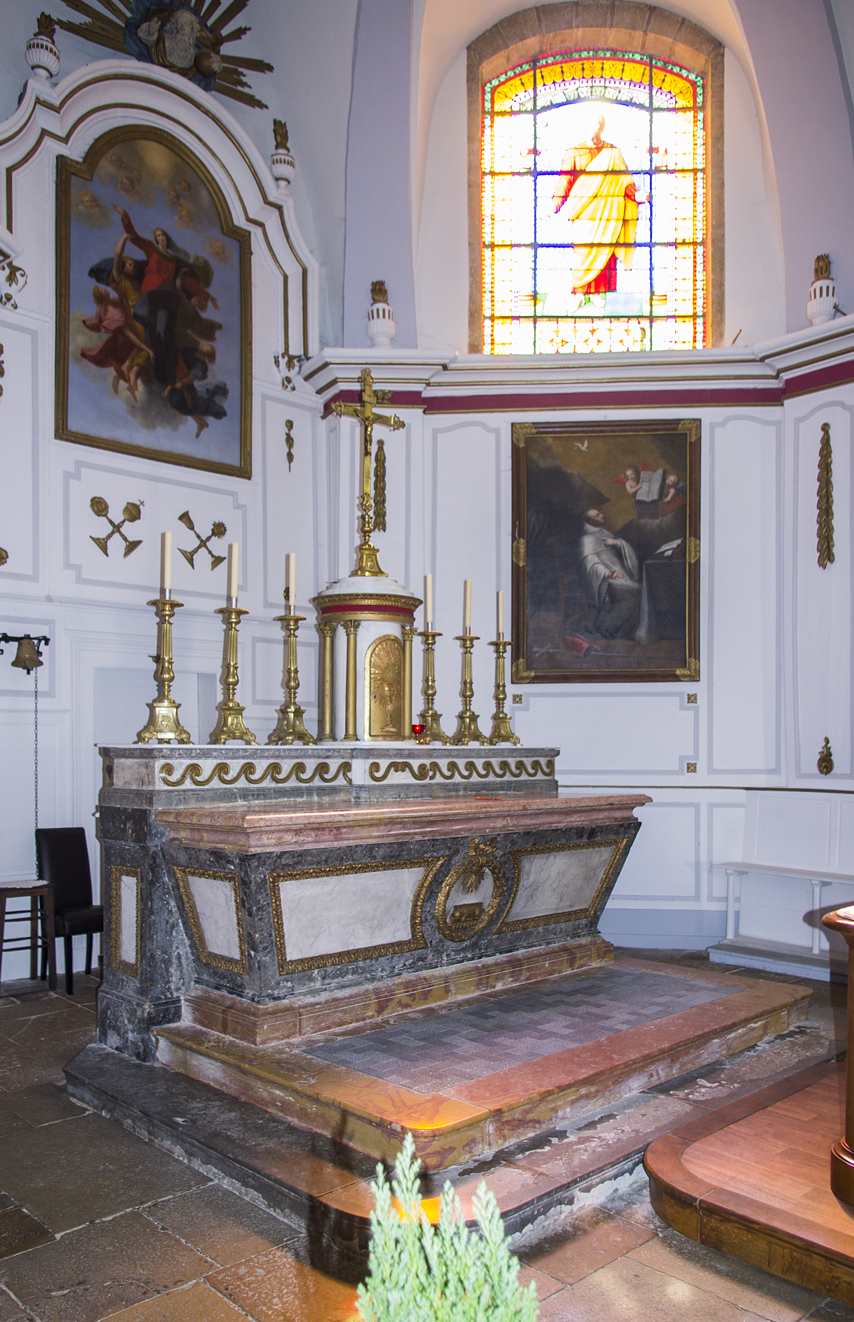
Maître Autel de l'église de Noidans, provenant de l'abbaye cistercienne de Bellevaux

L'église de l'Assomption possède plusieurs objets inscrits en 1961, 1974 et 1998 au titre des monuments historiques (objets) :
- Tableaux
  - Frédéric Barberousse à Canossa (huile sur toile, XVIIIe siècle)[2]
  - Saint Dominique (huile sur toile, XVIIIe siècle)[3]
- Maître autel comprenant un retable, les lambris de demi-revêtement et cinq tableaux représentant saint Jérôme, saint Grégoire, saint Ambroise, saint Augustin, et l'Assomption (bois et huile sur toile, XVIIIe siècle)[4]
- Clôture de chœur en fer forgé (XVIIIe siècle)[5]
- Orfèvrerie
  - Calice en vermeil avec sa coupe en argent martelé, décor fin Louis XIV, portant le poinçon de Simon Arbilleur, maître-orfèvre à Besançon (début XVIIIe siècle)[6]
  - Reliquaire des saints Modeste et Clément (1689), sans doute dû à Étienne Saltret, orfèvre à Vesoul[7]

Le maître autel provient de l'église abbatiale de l'abbaye cistercienne de Bellevaux. La commune de Noidans l'avait acheté après la Révolution et la dissolution de l'abbaye. Les tableaux dans le chœur proviennent aussi de l'abbaye de Bellevaux.